# جوسيب أيالا
جوسيب أيالا (بالكتالونية: Josep Manuel Ayala Diaz)‏ هو لاعب كرة قدم أندوري، ولد في 8 أبريل 1980 في سانت جوليا دي لوريا في أندورا. شارك مع منتخب أندورا لكرة القدم. أما مع النوادي، فقد لعب مع نادي سانتا كولوما ونادي لوزيناك.

## وصلات خارجية
- جوسيب أيالا على موقع الاتحاد الدولي (مؤرشف)  (الإنجليزية)
- جوسيب أيالا على موقع الاتحاد الأوربي (الإنجليزية)
- جوسيب أيالا على موقع قاعدة بيانات كرة القدم.إي يو (الإنجليزية)
- جوسيب أيالا على موقع ناشيونال فوتبول تيمز (الإنجليزية)
- جوسيب أيالا على موقع Soccerway.com (الإنجليزية)
- جوسيب أيالا على موقع عالم كرة القدم.نت (الإنجليزية)